# Flint (pays de Galles)
Pour les articles homonymes, voir Flint.
Flint (Y Fflint en gallois) est une ville du comté de Flint (Sir y Fflint), située dans le nord du pays de Galles sur l’estuaire du Dee (Dyfrdwy). Elle est, par le nombre de ses habitants (12 804 en 2001) la troisième ville du comté.
Flint est jumelée avec la ville française d’Aire-sur-la-Lys (Pas-de-Calais).